# Scambus penetrans
Scambus penetrans là một loài tò vò trong họ Ichneumonidae.